# Arcyophora sylvatica
Arcyophora sylvatica är en fjärilsart som beskrevs av Büttiker 1959. Arcyophora sylvatica ingår i släktet Arcyophora och familjen trågspinnare. Inga underarter finns listade i Catalogue of Life.